# Follonica Hockey 2024-2025
Questa voce raccoglie le informazioni riguardanti il Follonica Hockey nelle competizioni ufficiali della stagione 2024-2025.

## Maglie e sponsor
Lo sponsor ufficiale per la stagione 2024-2025 è Innocenti Costruzioni.
| 1ª divisa | 2ª divisa |

## Organigramma societario
- Presidente: Franco Ciullini
- Vicepresidente:
- Consiglieri:
- Direttore sportivo: Simone Pantani
- Segretaria:
- Addetto stampa: Leonida Romualdi

## Organico

### Giocatori
| N° | Naz.                 | Ruolo | Sportivo           |  |  |  |
| -- | -------------------- | ----- | ------------------ |  |  |  |
| 5  | Italia (bandiera)    | D     | Davide Banini      |  |  |  |
| 7  | Italia (bandiera)    | D     | Federico Pagnini   |  |  |  |
| 9  | Italia (bandiera)    | A     | Marco Pagnini      |  |  |  |
| 11 | Italia (bandiera)    | P     | Marco Mugnaini     |  |  |  |
| 15 | Italia (bandiera)    | D     | Francesco Banini   |  |  |  |
| 19 | Italia (bandiera)    | A     | Alessandro Franchi |  |  |  |
| 21 | Germania (bandiera)  | A     | Max Thiel          |  |  |  |
| 29 | Italia (bandiera)    | P     | Leonardo Barozzi   |  |  |  |
| 75 | Argentina (bandiera) | D     | Fernando Montigel  |  |  |  |
| 85 | Italia (bandiera)    | D     | Claudio Bracali    |  |  |  |

### Staff tecnico
- Allenatore:  Sérgio Silva

## Mercato
| Acquisti | Acquisti           | Acquisti | Acquisti |
| R.       | Nome               | da       |          |
| -------- | ------------------ | -------- | -------- |
| A        | Alessandro Franchi | Grosseto |          |
| A        | Max Thiel          | Grosseto |          |

| Cessioni | Cessioni        | Cessioni | Cessioni |
| R.       | Nome            | a        |          |
| -------- | --------------- | -------- | -------- |
| A        | Alberto Cabiddu | Grosseto |          |